# Aarhus City Tower
Aarhus City Tower (tidl. HL Huset) er et 94 m højt højhus, der er Aarhus' tredjehøjeste bygning (sammen med La Tour Tower) efter Lighthouse og Aarhus Domkirke. Højhuset er beliggende på adressen Værkmestergade 2 og er tegnet af arkitektfirmaet Arkitema. Højhuset er et hotel- og kontorbyggeri på 25.000m² fordelt på 25 etager med 13.000m² p-anlæg. Byggeriet stod færdigt i sommeren 2014. Det er udformet som to tårne med et transparent glasindpakket mellemrum. Det nordlige tårn er forskudt i forhold til den sydlige og er samtidig en etage højere end det sydlige.
Højhuset er Danmarks tredjehøjeste etageejendom og sjettehøjeste bygning. Bygningen er den næsthøjeste (sammen med La Tour Tower), der er opført i Aarhus siden 1930'erne, da Aarhus Domkirke (Sct. Clemens Kirke) fik sit 96 meter høje spir.
Højhuset er finansieret af bygmester Hans Lorenzen, som har investeret de ca. 600 mio. kr, som bygningen er budgetteret til. Da bygningen stod færdig blev hele den øverste etage, samt dele af den næstøverste, indrettet til Lorenzens private bolig. I de øvrige etager har Bech-Bruun, Deloitte og Comwell lejet sig ind.
Højhuset huser et hotel med 240 værelser og konferencefaciliteter til 1000 mennesker samt kontorlejemål.
Byggeriet er opført i totalentreprise med KPC som totalentreprenør, Rambøll som ingeniør og Arkitema som arkitekt.